# Adamsville (Tennessee)
Adamsville és una població dels Estats Units a l'estat de Tennessee. Segons el cens del 2000 tenia 1.983 habitants.

## Demografia
Segons el cens del 2000, Adamsville tenia 1.983 habitants, 835 habitatges, i 552 famílies. La densitat de població era de 111 habitants/km².
Dels 835 habitatges en un 25,6% hi vivien nens de menys de 18 anys, en un 52,2% hi vivien parelles casades, en un 10,7% dones solteres, i en un 33,8% no eren unitats familiars. En el 31,4% dels habitatges hi vivien persones soles el 18,6% de les quals corresponia a persones de 65 anys o més que vivien soles. El nombre mitjà de persones vivint en cada habitatge era de 2,2 i el nombre mitjà de persones que vivien en cada família era de 2,73.
Per edats la població es repartia de la següent manera: un 20,5% tenia menys de 18 anys, un 6,1% entre 18 i 24, un 23,4% entre 25 i 44, un 24,2% de 45 a 60 i un 25,8% 65 anys o més.
L'edat mediana era de 45 anys. Per cada 100 dones de 18 o més anys hi havia 70,6 homes.
La renda mediana per habitatge era de 30.929 $ i la renda mediana per família de 37.993 $. Els homes tenien una renda mediana de 31.154 $ mentre que les dones 21.250 $. La renda per capita de la població era de 18.806 $. Entorn del 13% de les famílies i el 16,2% de la població estaven per davall del llindar de pobresa.

## Poblacions més properes
El següent diagrama mostra les poblacions més properes.